# Greatest Hits Live (Saxon)
Greatest Hits Live! è il terzo disco dal vivo dei Saxon, uscito ad un solo anno di distanza dal precedente Rock 'n' Roll Gypsies. Uscì per festeggiare il decennale dell'uscita di Wheels of Steel.
L'album venne pubblicato anche come filmato musicale in formato VHS, con l'aggiunta del brano Strong Arm of the Law. In seguito venne ristampato in DVD con titoli diversi: nel 2002 uscì come Classic Rock Legends e nel 2004 venne pubblicato come Live Legends.

## Tracce

### CD
1. Opening Theme – 1:36 (musica: Gustav Holst)
2. Heavy Metal Thunder – 3:18 (Byford/Quinn/Oliver/Gill/Dawson)
3. Rock 'n' Roll Gypsy – 4:44 (Byford/Dawson)
4. And the Bands Played On – 2:58 (Byford/Quinn/Oliver/Gill/Dawson)
5. Twenty Thousand Feet – 3:16 (Byford/Quinn/Oliver/Gill/Dawson)
6. Ride Like the Wind – 3:47 – cover di Christopher Cross[2]
7. Motor Cycle Man – 4:07 (Byford/Quinn/Oliver/Gill/Dawson)
8. 747 (Strangers in the Night) – 5:04 (Byford/Quinn/Oliver/Gill/Dawson)
9. See the Light Shinin' – 5:56 (Byford/Quinn/Oliver/Gill/Dawson)
10. Frozen Rainbow – 6:38 (Byford/Quinn/Oliver/Gill/Dawson)
11. Princess of the Night – 4:16 (Byford/Quinn/Oliver/Gill/Dawson)
12. Wheels of Steel – 9:39 (Byford/Quinn/Oliver/Gill/Dawson)
13. Denim and Leather – 4:08 (Byford/Quinn/Oliver/Gill/Dawson)
14. The Crusader – 4:08 (Byford/Quinn/Oliver/Glockler/Dawson)
15. Rockin' Again – 4:18 (Byford/Dawson)
16. Back on the Streets – 4:58 (Byford/Quinn/Oliver/Glockler/Dawson)

### VHS / DVD
1. Heavy Metal Thunder – 4:47 (Byford/Quinn/Oliver/Gill/Dawson)
2. Rock 'n' Roll Gypsy – 4:37 (Byford/Dawson)
3. And the Bands Played On – 2:56 (Byford/Quinn/Oliver/Gill/Dawson)
4. Twenty Thousand Feet – 3:12 (Byford/Quinn/Oliver/Gill/Dawson)
5. Ride Like the Wind – 3:46 – cover di Christopher Cross[2]
6. Motor Cycle Man – 3:58 (Byford/Quinn/Oliver/Gill/Dawson)
7. 747 (Strangers in the Night) – 4:58 (Byford/Quinn/Oliver/Gill/Dawson)
8. See the Light Shinin' – 5:42 (Byford/Quinn/Oliver/Gill/Dawson)
9. Frozen Rainbow – 6:31 (Byford/Quinn/Oliver/Gill/Dawson)
10. Strong Arm of the Law – 5:12 (Byford/Quinn/Oliver/Gill/Dawson)
11. Princess of the Night – 4:07 (Byford/Quinn/Oliver/Gill/Dawson)
12. Wheels of Steel – 9:19 (Byford/Quinn/Oliver/Gill/Dawson)
13. Denim and Leather – 4:00 (Byford/Quinn/Oliver/Gill/Dawson)
14. The Crusader – 6:00 (Byford/Quinn/Oliver/Glockler/Dawson)
15. Rockin' Again – 4:06 (Byford/Dawson)
16. Back on the Streets – 4:32 (Byford/Quinn/Oliver/Glockler/Dawson)

## Formazione
- Biff Byford - voce
- Paul Quinn - chitarra
- Graham Oliver - chitarra
- Nigel Glockler - batteria
- Tim "Nibbs" Carter - basso